# آلشودوبسا
آلشودوبسا (به مجاری:  Alsódobsza) یک سکونتگاه مسکونی در مجارستان است که در بورشود-آبااوی-زمپلن واقع شده‌است.